# César Araújo
César Nahuel Araújo Vilches, noto semplicemente come César Araújo (Montevideo, 2 aprile 2001), è un calciatore uruguaiano, centrocampista dell'Orlando City.

## Biografia
Suo fratello Maximiliano è anch'egli un calciatore.

## Carriera

### Club
Cresciuto nel settore giovanile del Montevideo Wanderers, ha esordito il 2 agosto 2019 disputando l'incontro di Coppa Sudamericana perso 2-1 contro il Corinthians. Promosso definitivamente in prima squadra nel 2020, ha debuttato in Primera División Profesional il 9 agosto in occasione dell'incontro vinto 2-0 contro il Boston River.

### Nazionale
Il 5 giugno 2024 esordisce con l'Uruguay nell'amichevole vinta 4-0 contro il Messico.

## Palmarès

### Competizioni nazionali
- Lamar Hunt U.S. Open Cup: 1

Orlando City: 2022